# Asao Koike
Asao Koike (小池朝雄, Koike Asao), né le 18 mars 1931 et mort le 23 mars 1985, est un acteur et seiyū japonais.

## Biographie
Asao Koike a tourné dans plus de 125 films entre 1957 et 1984.

## Filmographie partielle

### Acteur
- 1957 : Le Château de l'araignée (蜘蛛巣城, Kumonosu jo?) d'Akira Kurosawa
- 1960 : Kuroi gashū: Aru sarariman no shōgen (黒い画集 あるサラリーマンの証言?) de Hiromichi Horikawa : Hayakawa
- 1960 : L’Enterrement du soleil (太陽の墓場, Taiyō no hakaba?) de Nagisa Ōshima
- 1962 : La Source thermale d'Akitsu (秋津温泉, Akitsu onsen?) de Yoshishige Yoshida : Osaki
- 1963 : La Femme insecte (にっぽん昆虫記, Nippon konchūki?) de Shōhei Imamura : Sawakichi
- 1963 : Une jeune fille à la dérive (非行少女, Hiko shōjo?) de Kirio Urayama :  Taro Sawada, le frère de Saburō
- 1967 : Le Silencieux (ある殺し屋, Aru koroshi ya?) de Kazuo Mori
- 1969 : Lady Yakuza : Le Jeu des fleurs (緋牡丹博徒 花札勝負, Hibotan bakuto: hanafuda shōbu?) de Tai Katō : Tetsunosuke Kinbara, chef du clan Kinbara
- 1969 : Déviances et Passions (明治大正昭和 猟奇女犯罪史, Meiji Taishō Shōwa: Ryoki onna hanzai shi?) de Teruo Ishii : Yoshio Kodaira
- 1969 : Nemuri Kyōshirō akujogari (眠狂四郎悪女狩り?) de Kazuo Ikehiro
- 1972 : Kogarashi Monjirō (木枯し紋次郎?) de Sadao Nakajima : Samonji
- 1972 : La Légende de Zatoïchi : La Blessure (新座頭市物語・折れた杖, Shin Zatōichi monogatari: Oreta tsue?) de Shintarō Katsu : Kagiya Mangoro
- 1972 : Baby Cart : L'Âme d'un père, le cœur d'un fils (子連れ狼 親の心子の心, Kozure Ōkami: Oya no kokoro ko no kokoro?) de Buichi Saitō : Tokugawa Yoshinao
- 1973 : Combat sans code d'honneur 2 : Deadly Fight in Hiroshima (仁義なき戦い 広島死闘篇, Jingi naki tatakai: Hiroshima shitō hen?) de Kinji Fukasaku : Kunimatsu Takanashi
- 1974 : Combat sans code d'honneur 4 : Opération au sommet (仁義なき戦い 頂上作戦, Jingi naki tatakai: Chōjō sakusen?) de Kinji Fukasaku
- 1974 : Quartier violent (暴力街, Bōryoku gai?) de Hideo Gosha
- 1975 : Shaolin Karaté (少林寺拳法, Shōrinji kenpō?) de Norifumi Suzuki
- 1978 : Fleurs d'hiver (冬の華, Fuyu no hana?) de Yasuo Furuhata : Osamu Yamabe
- 1979 : Nichiren (日蓮?) de Noboru Nakamura : Tojo Kagenobu
- 1980 : Dōran (動乱?) de Shirō Moritani : Misumi

### Seiyū
- 1965 - 1966 : Le Roi Léo (ジャングル大帝, Janguru taitei?) : Panja (voix)
- 1969 : Les Mille et Une Nuits (千夜一夜物語, Senya ichiya monogatari?) d'Eiichi Yamamoto : Kamarkim (voix)
- 1969 : Le Chat botté (長靴をはいた猫, Nagagutsu o haita neko?) de Kimio Yabuki : Lucifer (voix)
- 1972 : Le Chat botté 2 (ながぐつ三銃士, Nagagutsu sanjūshi?) de Tomoharu Katsumata : Lucifer (voix)